# インマルサット

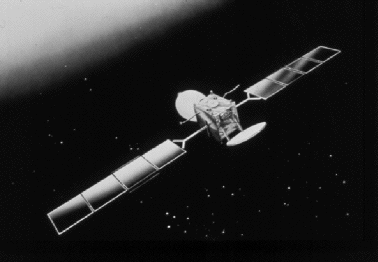
Inmarsat-3 衛星

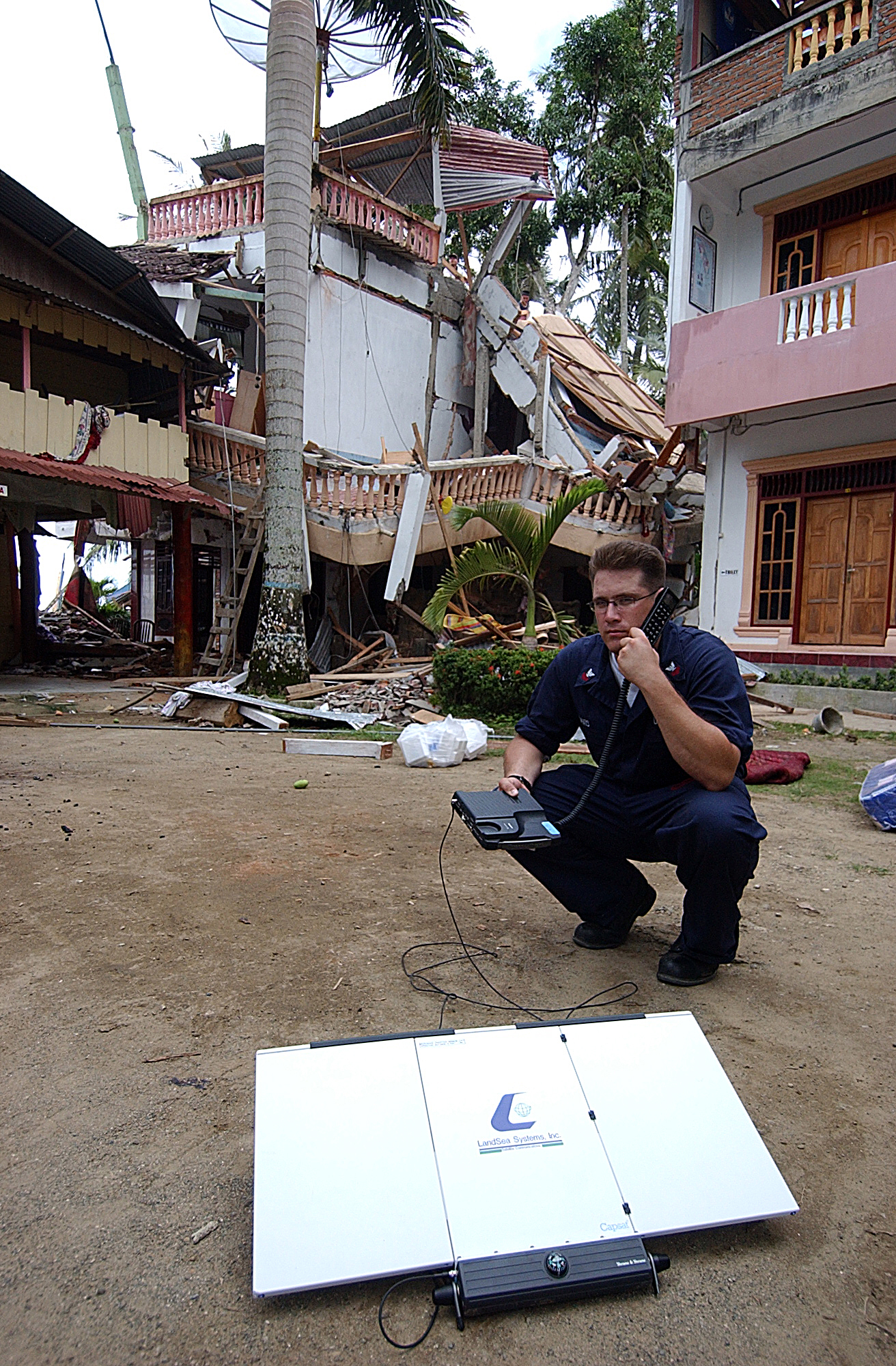
インマルサット衛星電話を使用する様子（インドネシア・ニアス島）

インマルサット（英語: Inmarsat）は、通信衛星による移動体通信を提供する民間企業（英: Inmarsat Global Limited）、及び、その商標である。
1979年に設立された国際機関である国際海事衛星機構（INMARSAT：International Maritime Satellite Organization、国際移動通信衛星機構の前身）の事業部分を引き継いだ企業であり、社名も同機関の略称に由来している。商標権は同機構にある（日本の商標登録番号は第4117102号）。

## 概要
衛星電話・無線パケット通信事業を行っている。
現在運用中の衛星は、合計11基。内訳は、第2世代のInmarsat-2が3基（うち1基は予備機。当初4基が打ち上げられたが1基は運用を終了）、第3世代のInmarsat-3が5基（うち1基は予備機）、第4世代のInmarsat-4が3基、第5世代のInmarsat-5が3基（うち1基は予備機）。第6世代のInmarsat-6は2基発注済で、2020年以降の打ち上げが予定されている。
- 第3世代（Inmarsat-3衛星）
  - 1996-1998年に打ち上げられたもので、赤道上空35,786kmの静止軌道上に位置し、4基（太平洋、インド洋、大西洋-西、大西洋-東）で世界をカバーしている。
- 第4世代（Inmarsat-4衛星）
  - Lバンド（アップリンク1.6GHz、ダウンリンク1.5GHz）を使用する静止衛星。割当/通信帯域幅は共に34MHzで、アップリンク、ダウンリンク共に、432kbpsの通信に対応。2016年現在、主要サービスである。提供サービスはBGAN及びIsatPhone（GSPS）。2006年以降、3基(太平洋、インド洋、大西洋)打ち上げられている。2020年には衛星の寿命を迎えるため、運用終了を予定、Lバンドサービスは継続を予定しているが、後継機については発表されていない。地上局との通信にはCバンド（アップリンク6GHz、ダウンリンク4GHz）を使用している。地上局は全てインマルサットの直轄設備となっている。
- 第5世代（Inmarsat-5衛星)
  - Kaバンド（アップリンク30GHz、ダウンリンク20GHz）を使用する静止衛星。割当帯域幅は3500MHz、通信帯域幅は100MHzでアップリンク5Mbps、ダウンリンク50Mbpsの高速通信に対応。提供サービス名は、Global Xpress（GX）。89スポットビーム、6ステアラブルビームを搭載している。2016年5月現在、3基の打ち上げが完了。2016年内に更に1基（予備機）打ち上げが予定されており、3基+予備1基の4基体制となる。設計寿命15年。第4世代のLバンドとは互換性がない。周波数が上がるため、高速通信が可能となるが、Lバンドに比べて降雨による影響と衛星追尾の必要精度が上がる。
  - 地上局
    - 地上局は全てインマルサットの直轄設備となっている。
      - F1（IOR）衛星
      - F2（AOR）衛星
      - F3（POR）衛星
      - F4（予備）衛星
- 第6世代（Inmarsat-6衛星）
  - 2015年末にエアバス・ディフェンス・アンド・スペースに2基発注された。第4世代はLバンド、第5世代はKaバンドしかサービスしていなかったが、第6世代ではLバンド・Kaバンドの両方をサービスし、既存のBGANおよびGlobal Xpressの通信容量が拡張される[1]。最初の1基が2021年12月23日に三菱重工業のH-IIAロケットで打ち上げられた[2]。

これらの衛星と地上設備（端末）の間で、音声通話、FAX通信、データ通信、テレックス、インターネット等の送受信が可能。この場合の地上設備とは、船舶電話、陸上可搬電話、航空機電話などを指す。これらの端末はアンテナの大きさや利用出来る機能によりインマルサットA/B/C/D/M/ミニM/Fleet/Aero/BGAN/GXの10種類に分類されている。

## 歴史
- 1979年7月 - 海上の安全を確保するため静止衛星を利用して、海事用途の音声通話とデータ通信サービスを提供するために設立された国際機関で、「国際海事衛星機構（インマルサット）に関する条約」の発効に合わせて、国際海事衛星機構 （INMARSAT：International Maritime Satellite Organization）として設立された。国際電信電話（当時）は、日本の署名当事者として機構に参加。
- 1994年12月 - 小型の通信装置が開発されたのを受けて、サービスの対象を陸上・航空機へもサービスを拡大したため、機関の名称を国際移動通信衛星機構（IMSO：International Mobile Satellite Organization）に変更。
- 1999年4月 - 独自の衛星を所有する民間企業の移動体通信への参入に対応するため、イギリスの会社法により設立された民間企業であるInmarsat plcに事業部門を移管した。なお、KDDIは4.85％出資している主要株主である[3]。
- 2002年11月 - パケット交換方式で64kbit/secの速度を発揮するインターネット接続サービス「インマルサットMPDS（Mobile Packet Data Service）」を開始。
- 2005年11月 - パケット交換方式で492kbit/secの速度のデータ通信と音声通信が同時に利用可能な「インマルサットBGAN（Broadband Global Area Network）」を開始。インターネットに接続されている。
- 2007年12月 - 初代サービスである、インマルサットAサービス終了。
- 2019年11月 - 英投資会社エイパックス・パートナーズなど4社によるコンソーシアム「Connect Bidco Limited」がインマルサットを買収[4]。

## 海運業界に与えた影響
インマルサットの登場により、海運業界に多大な影響があったとも言われている。例えば、海上での機関の故障などにおいて不安定な短波による無線通信にて連絡を取り合いながら修理を進めたりしていたものが、高品質な回線交換による電話やファクシミリやテレックス、後にはインターネットなども利用できるようになったため、短期間での修理が可能となり、機関故障による漂流事故の危険性が少なくなったとも言われている。この他、図面での情報交換が船舶と陸上基地でのやり取りが容易になり、運行計画そのものも楽に組めるようになったとも言われている。
遭難などについては別に非常用位置指示無線標識装置（イーパブ：E-PIRB - Emergency Position Indicate Radio Beacon）が義務化されている。

## 日本での展開
日本ではKDDI、日本デジコム（ミニM型及びBGAN型、GSPS型のみ）、JSAT MOBILE Communications（BGAN型,GSPS型のみ）がサービスの提供や通信機器の販売、レンタルを行っている。